# Werkloosheid

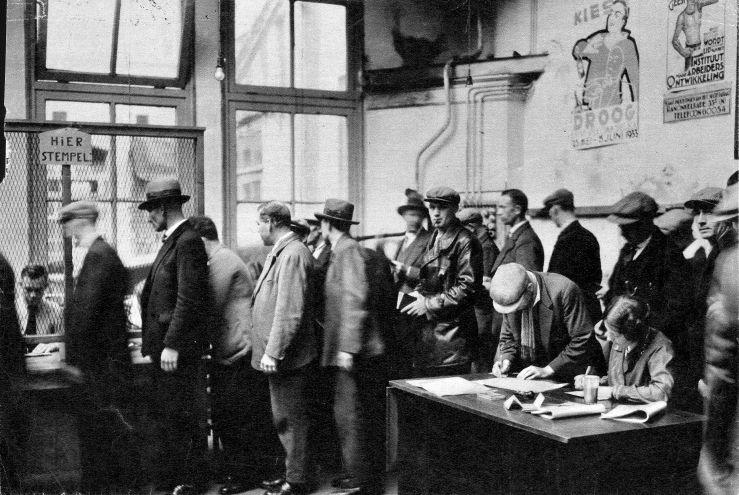
Werklozen in een stempellokaal in Amsterdam-Noord, 1933

Werkloosheid is de staat waarin iemand verkeert die tot de beroepsbevolking behoort, beschikbaar is voor betaalde arbeid en daar ook naar op zoek is, maar geen werk heeft.

## Geschiedenis
Een werkloze kwam in vroegere tijden en andere landen direct zonder inkomen te zitten. Er was dan nog de mogelijkheid om, zij het vaak armoedig, van het land te leven, of op andere wijze zelfstandig aan de kost te komen. Met de vergaande specialisatie die samenging met de industriële revolutie veranderde dat. Niet iedereen bezat meer de benodigde vaardigheden of mogelijkheden om zelfstandig te overleven en in steden trad in slechte economische tijden massawerkloosheid op. Werklozen dreigden van honger om te komen en waren afhankelijk van reserves, familie en liefdadigheid. Lange tijd was de armenzorg een verantwoordelijkheid van de kerken en van particuliere instellingen, daarna nam de overheid deze taak over, in Nederland met de Armenwet van 1854. Niettemin stond werkloosheid vaak gelijk aan bittere armoede, wat in sommige industrielanden tot opstootjes en zelfs revoluties en emigratie leidde. De hoge werkloosheid was zo mede aanleiding voor de opkomst van het nationaalsocialisme, de NSDAP in Duitsland.
Later werd werkloosheid als een niet wenselijk maatschappelijk fenomeen beschouwd en werd er gezocht naar structurele oplossingen. In eerste instantie werd de oplossing gevonden in de werkverschaffing. Het Boschplan is hier een voorbeeld van. Tegenwoordig wordt er veelal van uitgegaan dat het niet mogelijk is om alle werkloosheid te voorkomen.

## Nederland

### Internationale vergelijking

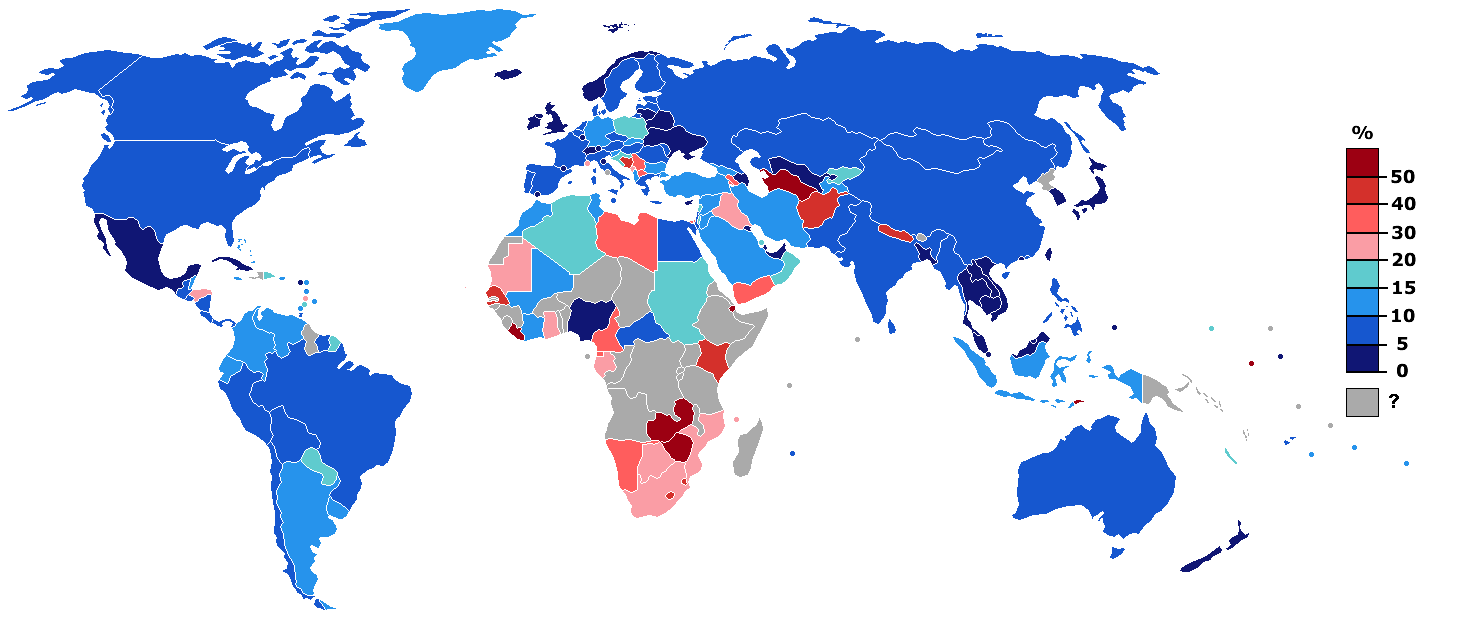
Werkloosheid in de wereld in 2005 - plaatje van de CIA

Volgens de statistieken behoort de werkloosheid in Nederland tot de laagste werkloosheid in de Europese Unie en de wereld. Daardoor proberen veel werklozen van elders in Nederland werk te vinden. De open grenzen leiden tot een gelijktrekking van de werkloosheid door de hele Europese Unie, alhoewel niet iedereen gaat verhuizen op zoek naar een nieuwe baan. Factoren die dat tegenhouden zijn de sociale omgeving, partners met een baan, de moeilijkheid om elders betaalbare woonruimte te vinden en onbekendheid met andere culturen en talen.

## België
De werkloosheidsgraad verschilt opmerkelijk tussen de drie gewesten. Deze ligt in het Vlaams Gewest lager dan in het Waals Gewest, waar deze dan weer lager ligt dan in het Brussels Hoofdstedelijk Gewest.
De werkloosheid is over het algemeen het hoogst in grote steden als Brussel en Antwerpen en het laagst in landelijke gemeenten, in Vlaanderen bijvoorbeeld Staden en Herstappe met beide 2,3% (cijfers 2011).
In Vlaanderen zorgt de Vlaamse Dienst voor Arbeidsbemiddeling en Beroepsopleiding (VDAB) ervoor om werkzoekenden te begeleiden in het vinden van werk. De controle op de werkloosheid is geen Vlaamse, maar federale bevoegdheid die uitgeoefend wordt door de Rijksdienst voor Arbeidsvoorziening (RVA).
Met het Paasakkoord van 12 april 2025 besloot de federale regering tot een beperking van de werkloosheidsuitkering tot twee jaar. De beperking zou ingevoerd worden in fases, te beginnen op 1 januari 2026.

## Typen
Er zijn verschillende onderverdelingen te maken in werkloosheid, zoals registratie, leeftijd en oorzaak.

### Registratie

#### Open werkloosheid
Dit zijn administratief geregistreerde werklozen in de statistieken.

#### Verborgen werkloosheid
Bij verborgen werkloosheid zijn mensen wel werkloos, maar niet als zodanig ingeschreven. In Nederland zijn dat onder andere mensen met een werkende partner die zelf ook betaald werk zouden willen, maar dat moeilijk kunnen vinden. Mensen met een nulurencontract hebben vaak maar weinig of geen betaalde werkuren, maar zijn in Nederland niet opgenomen in de werkloosheidsstatistieken. Ook vallen in toenemende mate zzp'ers hieronder, freelancers die op zoek zijn naar een baan, maar geen recht hebben op een uitkering en daarom niet ingeschreven staan. Ook illegalen die bang zijn om zich te registreren en legale buitenlandse werknemers die niet weten hoe ze zich moeten registreren horen hierbij. Ook AOW'ers die nog willen werken, zien vaak weinig nut van een inschrijving bij een arbeidsbureau. Ook ongemotiveerde medewerkers die niet veel meer bijdragen, maar niet of moeilijk ontslagen kunnen worden, worden hier wel onder gerekend. Als het weer beter gaat met de arbeidsmarkt wordt ook de verborgen werkloosheid minder. Deze vorm van werkloosheid wordt niet opgenomen in de statistieken.

### Leeftijd

#### Jeugdwerkloosheid

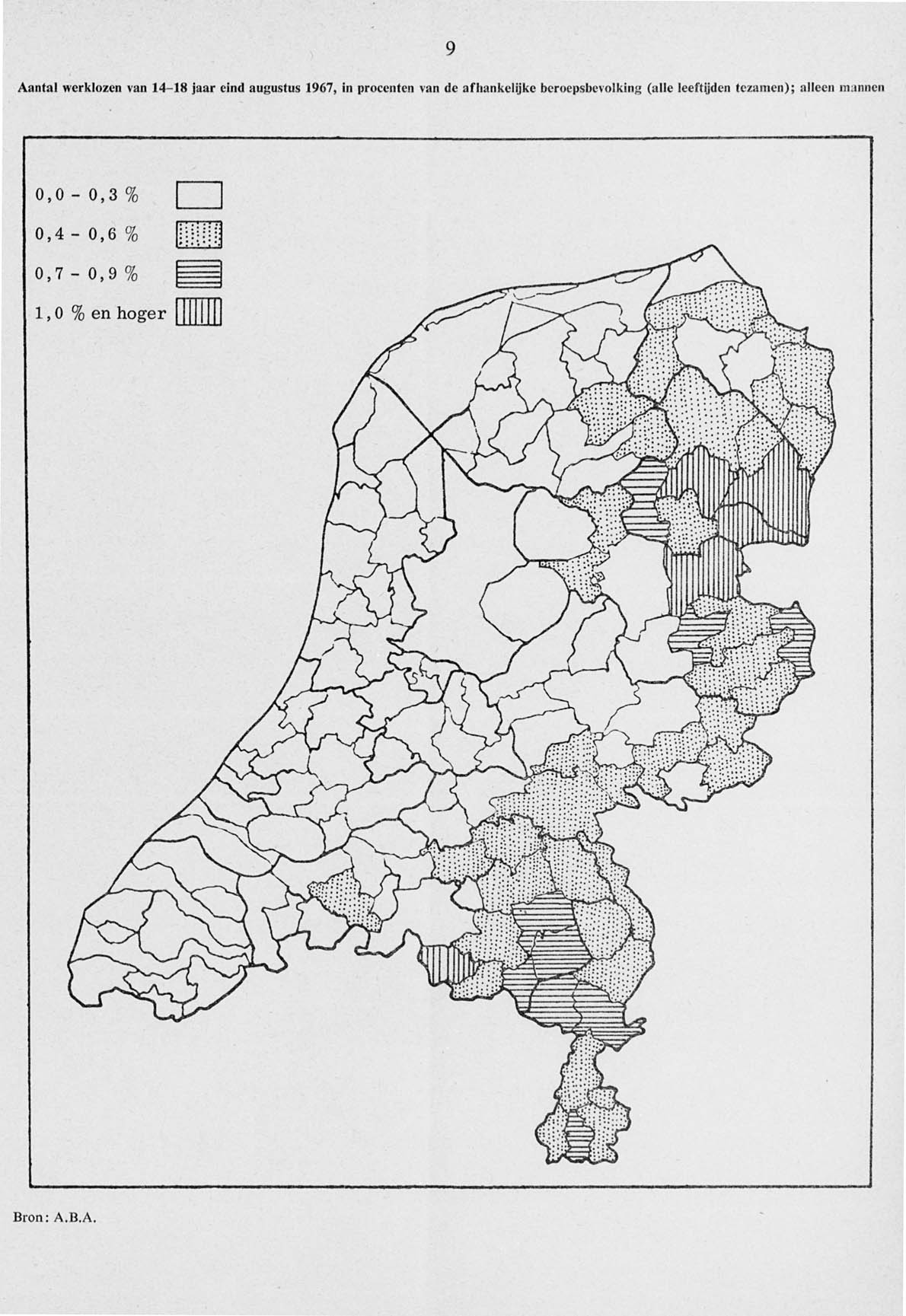
Jeugdwerkeloosheid in Oost-Nederland 1967 - Aantal werklozen van 14-18 jaar eind augustus 1967 in Nederland, in procenten van de afhankelijke beroepsbevolking (alle leeftijden tezamen); alleen mannen

In slechte tijden neemt de jeugdwerkloosheid snel toe in landen waar het moeilijk is om mensen te ontslaan en oudere dure werknemers te vervangen door goedkopere jongeren. In slechtere economische tijden worden eerst geen nieuwe mensen meer aangenomen. Daarna ontslaan werkgevers het flexibele personeel, de uitzendkrachten en zzp'ers. Vervolgens worden contracten voor bepaalde tijd niet verlengd.
Dat maakt het voor de werklozen, schoolverlaters en herintreders moeilijk om snel een baan te vinden. Zij missen daardoor de mogelijkheid om werkervaring op te doen. Als dat lang duurt kan acceptatie optreden en minder gesolliciteerd worden of zwartwerk gedaan worden. Mensen verhuizen ook naar gebieden waar nog wel werk is. Na de Tweede Wereldoorlog zijn er zo veel mensen uit Nederland naar landen als Canada en Australië vertrokken. Dit kan een braindrain tot gevolg hebben. Na de economische crisis van 1979 trad dit weer op. Dit leidde tot onder andere de punk, de krakers en de no-future generatie, de verloren generatie. Eind jaren 1970 werd jongerenwerkloosheid als apart sociaal probleem erkend.
Maatregelen die tegen de jeugdwerkloosheid getroffen werden, zijn de VUT en later het prepensioen om ouderen over te halen om eerder te stoppen met werken. De startsalarissen werden in onder meer het onderwijs verlaagd. De leerplicht werd verlengd om de jeugd langer op school te houden en de jeugd zelf bleef ook langer op school, de ene studie werd aan de andere geplakt.

### Werkloosheidsduur
Een korte periode van werkloosheid van enkele maanden kan over het algemeen goed worden overbrugd en kan voor de werkloze zelfs positieve effecten hebben als deze zich zo kan heroriënteren op werk dat meer perspectieven biedt. In veel landen wordt zo'n heroriëntatie door de overheid actief gesteund, onder meer door scholing en re-integratiebegeleiding aan te bieden bij een werkloosheidsuitkering, of dit zelfs verplicht te stellen op straffe van een korting op de uitkering. Ook de voormalige werkgever kan in sommige gevallen nog verplichtingen hebben.
Een bekend verschijnsel op de arbeidsmarkt is dat naarmate de werkloosheid langer duurt, de kans om weer aan het werk te komen afneemt. Dit hoeft niet samen te hangen met dalende motivatie of met stigmatisering, maar is het gevolg van eenvoudige logica: degenen met de beste kans op het vinden van nieuw werk stromen snel uit en degenen met minder kans blijven achter.
Een arbeidsreserve vangt in een vrije markteconomie fluctuaties in vraag en aanbod op, maar werkloosheid kan voor de betrokkenen erg vervelend en kostbaar zijn. Veel overheden hechten er dan ook belang aan om werklozen weer aan het werk te helpen. Een van de stimuli om nieuw werk te zoeken, is de uitkering lager te laten zijn dan het voorheen genoten salaris met verdere afbouw richting het sociaal minimum. Verder kunnen werklozen die een uitkering ontvangen verplicht worden met een bepaalde frequentie te solliciteren en een aanbod tot passend werk accepteren, ook als hiervoor verhuisd of gependeld moet worden of dit niet in lijn is met hun opleidingsniveau, carrièrewensen of salarisverwachtingen. Werkzoekenden met een uitkering volgens de participatiewet zijn ook verplicht onbetaald werk te aanvaarden. Ook kan de werkloze verplicht worden tot het volgen van scholings- en herintegratietrajecten indien het uitvoeringsorgaan van mening is dat dit kansen op het vinden van werk verbetert. 
Naast langdurige werkloosheid komt ook herhaalde werkloosheid voor als voormalig werklozen moeite hebben een nieuwe baan vast te houden. Dit verschijnsel doet zich met name onder jongeren voor. Veel bedrijven vallen in tijden van economische onzekerheid terug op tijdelijke contracten of schijnzelfstandidheidsconstructies om de verplichtingen van een permanent contract te vermijden. Een veelvoorkomend fenomeen is het aanbieden van een tijdelijke arbeidsovereenkomst, deze een keer verlengen maar daarna niet meer, om na een bepaalde wachttijd de werknemer opnieuw tijdelijk in dienst te nemen. Dit dient om te voorkomen dat men na drie tijdelijke contracten automatisch een vast contract krijgt. De concentratie van werkloosheid onder een deel van het arbeidsaanbod is daarom groter dan op basis van alleen langdurige werkloosheid geconcludeerd kan worden. In de theorie van de dubbele arbeidsmarkt is deze herhaalde werkloosheid onderdeel van het secundair segment, dit tegenover het primaire segment van beter betaalde langduriger banen.

### Seizoenswerkloosheid
Seizoensgebonden werkloosheid doet zich enkel voor tijdens bepaalde seizoenen. Dit komt doordat er tijdens deze seizoenen in sectoren als de bouw, de fruitpluk, de wijnbouw, de wintersporten, de horeca en het toerisme geen werk is. Vroeger toen de landbouw belangrijker was, was er meer seizoenswerkloosheid. Toch ziet men ook buiten deze sectoren seizoensfluctuaties, met name in de dienstensector. De zomervakantie kan lagere bedrijfsactiviteit en daarmee ook hogere werkloosheid veroorzaken, omdat men het ook rustiger aan doet met het aannemen van personeel en de urgentie ontbreekt. 

### Oorzaken

#### Frictiewerkloosheid
Frictiewerkloosheid is dat deel van de werkloosheid dat veroorzaakt wordt door fricties op de arbeidsmarkt. Deze fricties ontstaan doordat de arbeidsmarkt geen perfecte markt is; bij verandering van baan kost het enige tijd om een nieuwe baan te vinden. Zo moet er gezocht worden naar een passende baan en moeten sollicitatieprocedures doorlopen worden.

#### Structurele of technologische werkloosheid
Structurele werkloosheid ontstaat als de gevraagde kwaliteiten van werknemers onvoldoende overeenkomen met de aangeboden kwaliteiten. Dit kan optreden door sectoriële verschuivingen waardoor sectoren verdwijnen en nieuwe ontstaan, terwijl het arbeidsaanbod zich niet snel genoeg aanpast. Dit kan optreden bij internationale verschuivingen waardoor de productie verhuist naar lagelonenlanden. Daarnaast vallen demografische, culturele en technische veranderingen hieronder. In het laatste geval is er sprake van technologische werkloosheid. Structurele werkloosheid betreft de meest problematische vorm van werkloosheid. Werklozen die hierdoor getroffen worden kunnen zich eventueel omscholen maar moeten vaak in hun carriere opnieuw beginnen. Daarbij worden ze vaak gestigmatiseerd door leeftijdsdiscriminatie.

#### Institutionele of politieke werkloosheid
Institutionele werkloosheid treedt op door het ingrijpen van instituties als overheden en vakbonden. Zaken als het minimumloon en uitkeringen zouden volgens de neoklassieke economie marktruiming beperken waardoor er geen evenwichtsprijs voor arbeid ontstaat waarbij aanbod en vraag gelijk zijn aan elkaar.

#### Conjuncturele of cyclische werkloosheid
Conjuncturele werkloosheid ontstaat door een laagconjunctuur als gevolg van een verminderde vraag naar producten. Neoklassieke economen zien dit als gevolg van overheidsfalen, terwijl de Keynesiaanse economie het ziet als een gevolg van marktfalen waarbij overheidsingrijpen de verminderde vraag juist weer kan laten toenemen.

#### Systemische werkloosheid
Systemische werkloosheid ontstaat doordat werknemers, in tegenstelling tot producten, enige zeggenschap hebben over hun inzet. Om te stimuleren dat de werknemer een maximale inzet levert en te voorkomen dat deze vertrekt, wat weer frictiekosten met zich meebrengt, betalen werkgevers een doelmatigheidsloon dat hoger ligt dan dat wat door marktruiming ontstaat. Marx en Stiglitz stellen dat deze werkloosheid daarmee inherent is aan het kapitalisme.

#### Combinaties
De verschillende soorten werkloosheid komen naast elkaar voor, waarbij naargelang de omstandigheden een bepaalde vorm domineert. Er kan daarbij ook een wisselwerking optreden. Zo kan verhoging van het minimumloon de institutionele werkloosheid laten toenemen doordat producten duurder worden waardoor de vraag afneemt en de conjuncturele werkloosheid af laten nemen doordat werknemers als consument meer te besteden hebben, wat de vraag toe laat nemen. Gecombineerd zou voor de totale werkloosheid een optimum minimumloon gevonden kunnen worden, wat echter afhankelijk is van vele andere factoren als algemene welvaart, opleidingsniveau en soort arbeid en wat verandert met de tijd, mede afhankelijk van de elasticiteit van de arbeidsmarkt.

## Registratie

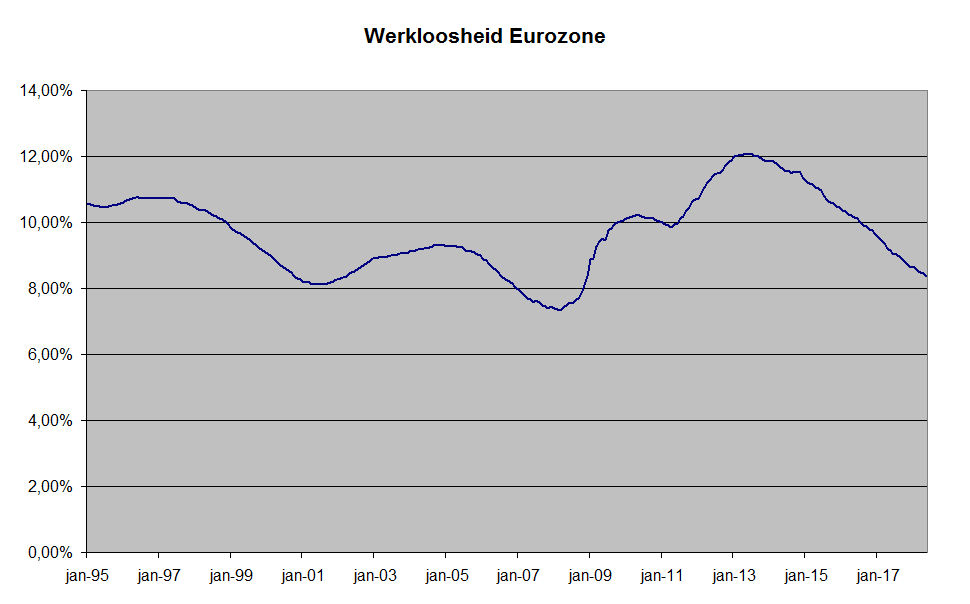
Werkloosheid in de Eurozone sinds 1995

De mate van werkloosheid wordt uitgedrukt in het werkloosheidscijfer, het totaal aantal werklozen dat bij de arbeidsbureaus staat geregistreerd. Dit percentage wordt als een van de indicatoren gezien voor hoe een land er economisch voor staat.

### Internationaal
De Internationale Arbeidsorganisatie (ILO) definieert een werkloze als iemand die niet werkt, onmiddellijk beschikbaar is voor een passende betrekking en er actief naar zoekt en tussen de 15 en 75 jaar is. Een werkloze dient aan elk van deze drie voorwaarden te voldoen. De werkloosheidsgraad wordt bepaald als het procentueel aandeel van de werklozen in de beroepsbevolking. Van belang is ook voor hoeveel uur men beschikbaar is voor werk. Als men minder dan 12 uur per week wil werken, wordt men niet als werkloos meegeteld. Ook kan iemand deeltijd werkloos zijn. Ook mensen die ziek zijn, zwanger, op ouderschapsverlof, in de gevangenis, op vakantie, een sabbatical nemen of met een studie bezig zijn, tellen niet mee als werkloze. Al met al is minder dan de helft van de totale bevolking onderdeel van de beroepsbevolking. 

### Registratie in Nederland
Voor bepaalde organisaties is het dan ook nog van belang of iemand een uitkering aanvraagt of niet. Soms worden alleen de mensen met een werkloosheidsuitkering als werkloze meegeteld. Huisvrouwen en huismannen, WAO'ers, zzp'ers, AOW'ers en illegalen worden soms wel en soms niet meegeteld. Het CBS publiceert samen met het UWV de Nederlandse werkloosheidscijfers.

## Economische gevolgen
Op macro-economisch niveau zal een stijgende werkloosheid een daling van de vraag naar producten tot gevolg hebben. Dit kan een zelfversterkend effect hebben doordat de verminderde vraag een verminderde productie tot gevolg heeft met daarbij een verminderde vraag naar arbeidskrachten. Werkloosheidsuitkeringen hebben daarop volgens de Keynesiaanse school een dempende werking.
Op nationaal niveau leidt werkloosheid dus tot minder consumptie en daarmee een rem op de economische groei. De consumptie van goederen en diensten met een hoge inkomenselasticiteit zullen hierdoor het eerst verminderen, deze zijn ook over het algemeen het meest conjunctuurgevoelig. Vaak wordt bezuinigd op luxegoederen, dure vakanties en restaurantbezoek. Dure verbouwingen, aankopen en reparaties worden uitgesteld of afgesteld en ook doorlopende abonnementen worden vaak stopgezet. De bedrijfsresultaten van bedrijven in deze industrieën zullen afnemen, terwijl ook de overheid een vermindering van belastinginkomsten ziet. Bedrijfstakken die wel floreren bij hoge of stijgende werkloosheid zijn over het algemeen bedrijven die inferieure goederen produceren, de binnenlandse toeristenindustrie en advocaten en juristen gespecialiseerd in arbeids- en insolventierecht.
Op persoonlijk niveau leidt werkloosheid tot een forse terugval in inkomen. Zelfs wanneer het land een sociaal vangnet biedt, zal de werkloosheidsuitkering vrijwel altijd minder bedragen dan het oorspronkelijk salaris en na langere tijd verminderen tot het sociaal minimum. Dit betekent dat op persoonlijk en gezinsniveau fors zal moeten worden bezuinigd en veelal ook het spaargeld moet worden aangesproken. Naarmate de werkloosheid langer duurt, zal daarom meer moeten worden bezuinigd. Bovendien kan werkloosheid een litteken nalaten in die zin dat werkloosheid tijdens (het begin van) de carrière ook later in die carrière zorgt voor een hogere kans op werkloosheid, doordat men menselijk en sociaal kapitaal niet uitbouwt en doordat werkgevers werkloosheid op het cv bestraffen. Onderzoek gaf in dat opzicht aan dat werkgevers langdurige werklozen zien als minder gemotiveerd, minder getalenteerd en moeilijker op te leiden.

## Sociale gevolgen
In de huidige maatschappij is werk niet alleen de belangrijkste bron van inkomsten, het bepaalt ook voor een belangrijk deel de sociale identiteit en de sociale contacten en werklozen kunnen lager in aanzien staan. De werkloze verliest regelmatige omgang met zijn of haar professioneel sociaal netwerk. Werkloosheid kan, zeker als het langer duurt, daarom leiden tot sociale isolatie en spanningen. Het kwijtraken van een baan fnuikt bovendien niet enkel carrièrewensen en sociale contacten maar ook andere perspectieven en zekerheden. Zo wordt het moeilijker om een hypotheek aan te gaan of af te betalen, wat kan leiden tot een grote onzekerheid inzake basisbehoeften zoals wonen. De zoektocht naar werk kan dan ook leiden tot migratie naar een andere woonplaats, waar dan opnieuw een sociaal netwerk moet worden opgebouwd.
Een probleem waar vooral langdurig werklozen mee te maken kunnen krijgen is een onregelmatig leven door het ontbreken van vaste structuur. Verveling, frustratie, of het perspectief dat er toch niets meer te verliezen is, kan bijdragen tot deviant gedrag. Dit kan de kans om werk te vinden verkleinen en kan leiden tot gezondheidsproblemen.
Massawerkloosheid en met name massajeugdwerkloosheid kunnen tot sociale instabiliteit leiden. Omdat werkloosheid leidt tot armoede en frustratie, kan de bereidheid tot het gebruik van geweld en crimineel gedrag groter worden en normaliseren in de samenleving: iedereen doet het en als je het niet doet ben je een sufferd die een kans laat liggen. Dit kan gepaard gaan met een vermindering van respect voor de overheid als die verantwoordelijk wordt gehouden voor de problemen. Cao-onderhandelingen, stakingen en demonstraties kunnen dan verlopen in een steeds grimmiger sfeer en kunnen ontaarden in rellen. Extremistisch gedachtegoed kan een grotere voedingsbodem vinden, wat ten koste gaat van de aanhang van de grote gevestigde partijen, waardoor politieke verbrokkeling optreedt en leiders elkaar steeds sneller aflossen. Ook zullen mensen trachten te emigreren. In de meest extreme gevallen kan dit leiden tot politieke instabiliteit, een burgeroorlog of een internationaal conflict, zeker als leiders een zondebok zoeken die kan dienen als gemeenschappelijke vijand om zo de overige bevolking te verbinden en af te leiden van de economische situatie.

## Demografische aspecten
Niet alleen de economie, maar ook de demografie speelt een rol bij werkloosheid en dan met name jeugdwerkloosheid. Landen in de demografische overgang, die een groot cohort aan jongvolwassenen hebben (jeugdbult), lopen hierbij het grootste risico. Dit cohort treedt namelijk in een keer toe tot een arbeidsmarkt die dit zelfs in een groeiende economie niet kan verwerken. Hierdoor kan al snel massajeugdwerkloosheid ontstaan waaruit een sociale crisis voortkomen, mede door het feit dat jongeren ongeremder zijn en sneller geneigd zijn ouderen te bekritiseren. De Arabische Lente is een typisch voorbeeld van sociale instabiliteit, mede veroorzaakt door massajeugdwerkloosheid, die op zijn beurt weer veroorzaakt is door de demografische overgang.
In landen met een groot percentage aan buitenlandse expatriates en gastarbeiders kan daarentegen het sociale en economische aspect van werkloosheid gedempt worden als deze al dan niet vrijwillig terugkeren naar eigen land bij verlies van de baan. Hierdoor zal werkloosheid minder snel tot krapte op de arbeidsmarkt leiden, hoeven minder uitkeringen te worden betaald en zal de werkloosheid de lokale bevolking minder snel treffen. Het land exporteert dan zijn werkloosheid. Hier zit alleen wel een keerzijde aan. De landen zijn namelijk in principe nog wel verantwoordelijk voor de pensioenverplichtingen, terwijl deze vaak al onder druk staan door vergrijzing. Hierdoor krijgen ze een dubbele dreun, namelijk door krimp van de beropsbevolking zowel door de vergrijzing als door het wegtrekken van expatriates en grensarbeiders. Een krimpende beroepsbevolking is dan ook een rampzalig scenario voor dit soort landen. Voorbeelden zijn Luxemburg en de Arabische Golfstaten. 
Een andere manier waarop een land de werkloosheid kan terugdringen door deze te "exporteren", is het aanmoedigen van de bevolking om werk in het buitenland te zoeken. Bijkomend voordeel is dat deze werknemers vaak overmakingen naar hun familie terugsturen, die weer besteding vinden in de nationale economie. Een land dat deze strategie volgt is de Filipijnen, terwijl dit tevens wordt aangemoedigd door landen die gastarbeiders nodig hebben, zoals de Golfstaten. in het verleden waren Italie, Joegoslavie, Turkije en Marokko leveranciers van gastarbeiders, en was Nederland een belangrijke ontvanger. Nadelen hiervan is dat dit bij kleine staten tot leegloop kan leiden waar de nationale economie onder kan lijden, vooral wanneer de migranten besluiten niet terug te keren omdat de levensstandaard elders hoger is. Tevens kan het sociale problemen veroorzaken doordat veel kinderen zonder ouders opgroeien. Overmakingen worden zelden gebruikt om economische nieuwe ondernemingen te starten, en kunnen zelfs gezien worden als ontmoediging hiervoor.
Naast demografie als oorzaak kan werkloosheid ook grote gevolgen hebben voor de demografie. Werklozen kunnen besluiten te emigreren wanneer ze langdurig niet in staat zijn werk te vinden, wat ook tot een brain drain kan leiden. Ook kan in een ontwikkelde economie het beginnen aan kinderen uitgesteld worden zolang de financiële vooruitzichten slecht blijft, want kinderen zijn duur. Economische malaise en werkloosheid kunnen hiermee een dip in het geboortecijfer en een stijging van het emigratiecijfer veroorzaken. Dit vergergert het vergrijzingsprobleem, met name doordat het vaak de jongere werklozen zijn die besluiten te vertrekken.

## Verantwoordelijkheid
Werkloosheid is in het vrije ondernemerschap van het kapitalisme een bekend gegeven. Werkgevers en ook overheden zijn immers niet verplicht om iedereen werk te verschaffen en zijn vrij om naar eigen inzicht te streven naar een goed bedrijfsresultaat. Een hoge werkloosheid, ook wel aangeduid als een ruime arbeidsmarkt of als industriële reservelegers, is in een ongereguleerd stelsel gunstig voor kapitalisten, aangezien werkloosheid de lonen en rechten van werknemers drukt via concurrentie. Hier zit wel een keerzijde aan, namelijk dat er ook minder binnenlandse bestedingen zullen plaatsvinden, wat weer nadelig is voor bedrijven die hiervan afhankelijk zijn.
In veel westerse maatschappijen draagt de overheid wel verantwoordelijkheid voor evenwicht op de arbeidsmarkt, maar zijn de middelen beperkt. De overheid kan slechts indirect de economie stimuleren of afremmen als oververhitting dreigt, via het codificeren van arbeidsrecht rechtszekerheid voor werknemers en werkgevers scheppen en de economische gevolgen van werkloosheid voor zowel individu als de nationale economie verzachten via uitkeringen.
In hoeverre een overheid hier verantwoordelijk voor wordt geacht, hangt sterk van de maatschappij en politiek af. In het zogenaamde Angelsaksisch model en neoliberale economische stromingen wordt de markt geacht de misstanden uiteindelijk glad te strijken en wordt overheidsingrijpen, hoe goed bedoeld ook, gezien als iets dat de malaise op langere termijn alleen maar verergert. Hiertegenover staan de Keynesianen, het Rijnlands Model en het Scandinavisch Model, die wel een grote taak voor de overheid weggelegd zien door anticyclisch te investeren en daarmee de gevolgen te dempen. Daartoe dienen in de goede tijden reserves aangelegd te worden. Helemaal aan het eind van het spectrum staat het communisme, waarin de overheid probeert iedereen werk te garanderen.